# 组学

基因组学的图示。

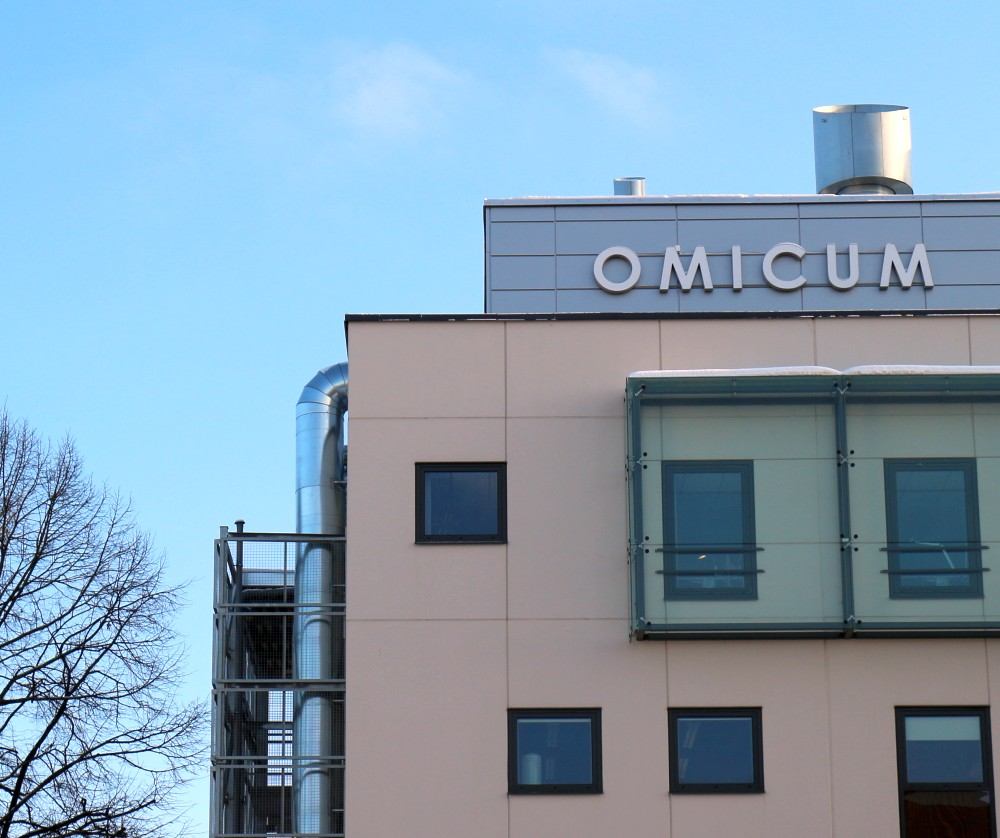
通稱"Omicum"的愛沙尼亞生物中心大樓，位于爱沙尼亚塔尔图，乃愛沙尼亞基因組計劃與塔尔图大学分子及細胞生物學院所在

组学（英語：omics）通常指生物学中对各类研究对象（一般为生物分子）的集合所进行的系统性研究；例如，基因组学、蛋白质组学，和代谢物组学等，而这些研究对象的集合被称为“组”。
“组学”的宗旨是：对“转化为有机体的结构、功能和动力学的生物分子池（pools of biological molecules）”，进行集体表征和量化。
在英语中，“组”以 -ome 作为后缀，而“组学”以 -omics 作为后缀。例如，基因组学（genomics）是系统性研究生物体基因组（genome）中各种基因（gene）以及它们之间的相互关系的学科。
功能基因组学 （functional genomics）旨在鉴定给定生物体中尽可能多的基因的功能。 它将不同的组学技术例如转录组学（transcriptomics）和蛋白质组学（proteomics）与饱和突变体集合相结合。

## 组学研究的种类

### 基因组学
- 基因组学 ：研究生物体的基因组。
  - 认知基因组学（英语：Cognitive genomics）: 研究与遗传特征相关的认知过程的变化。
  - 比较基因组学: 研究不同生物物种或菌株之间基因组结构和功能的关系。
  - 功能基因组学（英语：Functional genomics）: 描述基因和蛋白质的功能和相互作用（通常使用转录组学）。
  - 元基因组学: 研究宏基因组，即直接从环境样本中回收的遗传物质。
  - 个体基因组学（英语：Personal genomics）: 基因组学的一个分支，涉及个体基因组的测序和分析。 一旦知道了基因型，就可以将个体的基因型与已发表的文献进行比较，以确定性状表达和疾病风险的可能性。 有助于个性化医疗。
  - 神经基因组学（英语：Neurogenomics）：研究遗传对神经系统发育和功能的影响。
  - 泛基因组学: 对特定物种中发现的全部基因或基因组的研究。

### 表观基因组学
表观基因组是基因组的支撑结构，包括蛋白质和 RNA 结合物、替代 DNA 结构以及 DNA 上的化学修饰。
- 表观基因组学： 现代技术包括通过染色体构象捕获进行的染色体构象、各种染色质免疫沉淀-测序和其他与蛋白质组分离相结合的测序方法，以及发现胞嘧啶化学修饰的测序方法，如亚硫酸氢盐测序。
- 核组学（nucleomics）：研究构成“细胞核作为一个复杂、动态的生物系统，称为核组（nucleome）”的完整基因组成分集[4][5]。 4D Nucleome Consortium于2017年正式加入国际人类表观基因组联合会 （页面存档备份，存于）（International Human Epigenome Consortium, 缩写：IHEC）。

### 蛋白质组学
- 蛋白质组学
  - 免疫组学
  - 蛋白质基因组学
  - 结构基因组学

### 脂类组学
脂类组是细胞脂类的完整补充，包括对由生物体或系统产生的一组特定脂质所做的修饰。
- 脂类组学：脂类通路和网络的大规模研究。 使用质谱技术。

### 糖组学
糖组学是对糖组的综合研究，例如，糖和碳水化合物。

### 营养、药理、毒理
- 食品组学（英语：foodomics）
- 营养基因组学（英语：Nutritional genomics）
- 药物基因组学
- 药物微生物组学（英语：Pharmacomicrobiomics）
- 毒理基因组学（英语：Toxicogenomics）

### 其他

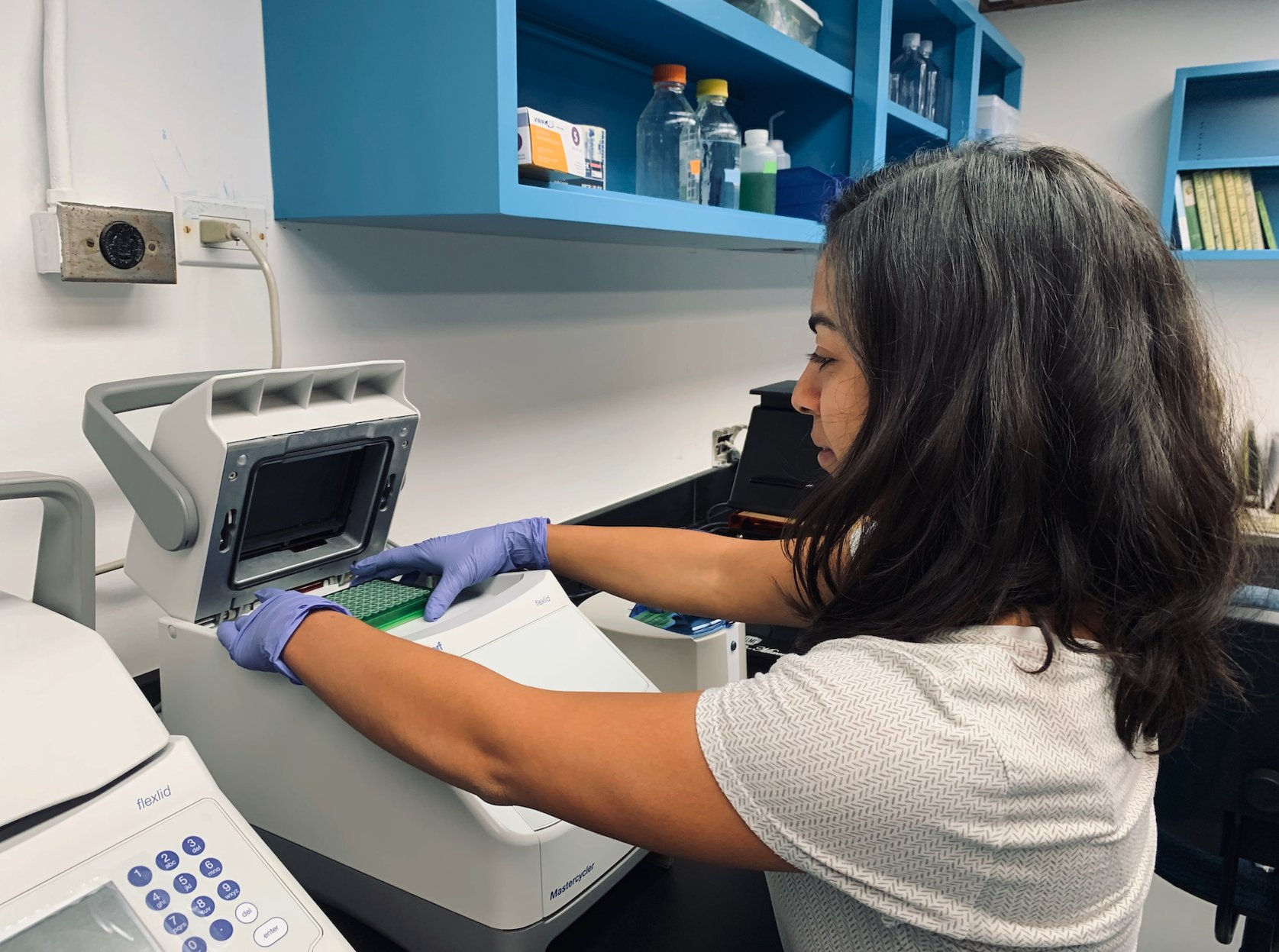
美国国家海洋和大气管理局科学家使用微生物组学研究海洋生态系统。

- 行为遗传学
- 连接组学
- 相互作用组学
- 神经分析基因组学
- 干细胞基因组学（英语：Stem cell genomics）
- 细胞组学（英语：Cellomics）：使用生物成像方法和生物信息学进行定量细胞分析和研究。
- 微生物组学：研究生活在特定环境生态位中的微生物群落的基因组。

## 延伸阅读
- Big biology: The 'omes puzzle （页面存档备份，存于）：关于“组学”现象的讨论